# Замок Анжони
За́мок Анжони́ (фр. Château d'Anjony) — французский замок XV—XVIII веков в городе Турнемир департамента Канталь.

## Архитектура

### Внешний вид
Это крепость, состоящая только из высокого донжона, окружённого четырьмя большими круглыми угловыми башнями. Из центральной части и башен открывается вид на патрульный проход с машикулями (навесными стрельницами). Крепость построена из лавового камня на отроге, возвышающемся над долиной реки Дуар с крутыми склонами.
Архитектура этой крепости характерна для своего периода, поскольку подобные примеры можно найти даже на севере Франции (Шато-де-Пернан, Шато-де-Вик-сюр-Эн, Шато-де-Ренескюр). Однако эти крепости, построенные из известняка или кирпича, подвергались воздействию стихии, опасностям войны и запустения, а также подвергались значительным перестройкам с XV века. Поскольку замок построен из твёрдого камня и никогда не подвергался осаде или нападению, этот замок — один из немногих в своем стиле, сохранивших свой внешний облик XV века в первозданном виде.
Рядом находится главное здание XVIII века, пристроенное Клодом де Леотуэном д’Анжони до революции. Это прямоугольное одноэтажное здание из базальта с шиферной крышей и двумя уровнями мансард. Эта строгая серая резиденция отличается изысканным декором в стиле Людовика XV: паркетными полами, деревянной отделкой, каминами и каминными полками.
Хозяйственные постройки, расположенные вдоль подъездной дороги к замку, построены в том же стиле, что и резиденция, создавая гармоничный ансамбль.

### Интерьер
В XVI веке Мишель I Анжонский, сын Людовика III Анжонского и муж Жермены де Фуа, распорядился украсить большой зал на втором этаже фреской с изображением Девяти Достойных. Эти фрески, написанные около 1575 года, были вновь обнаружены в начале XX века за деревянными панелями, установленными в XVIII веке. Фреска Гая Юлия Цезаря, одного из трёх языческих героев Девяти Достойных, исчезла. Мишель I и его жена были увековечены по обе стороны от монументального камина. В росписи частной часовни изображены сцены Страстей Господних.

Вид на крепость
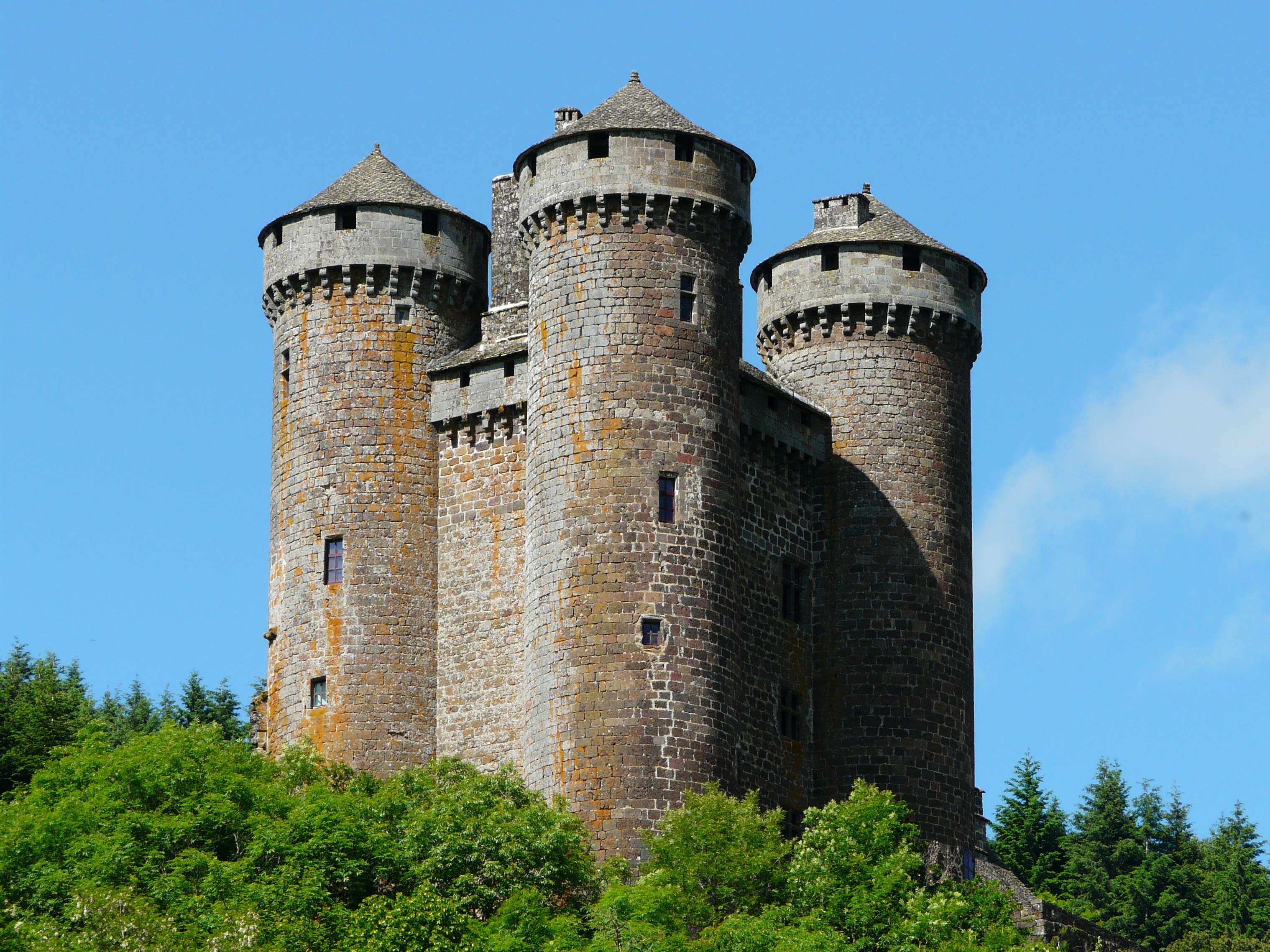
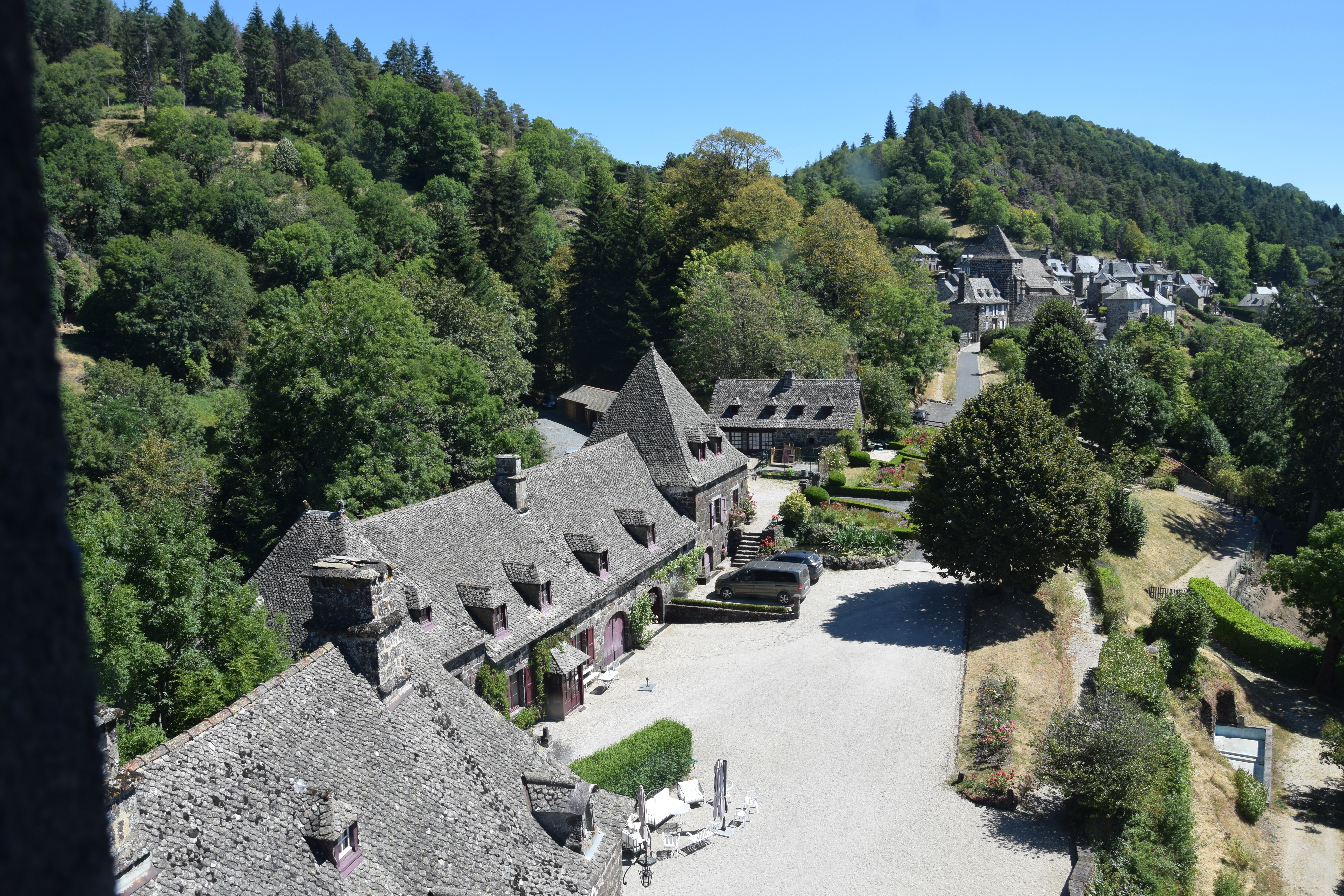
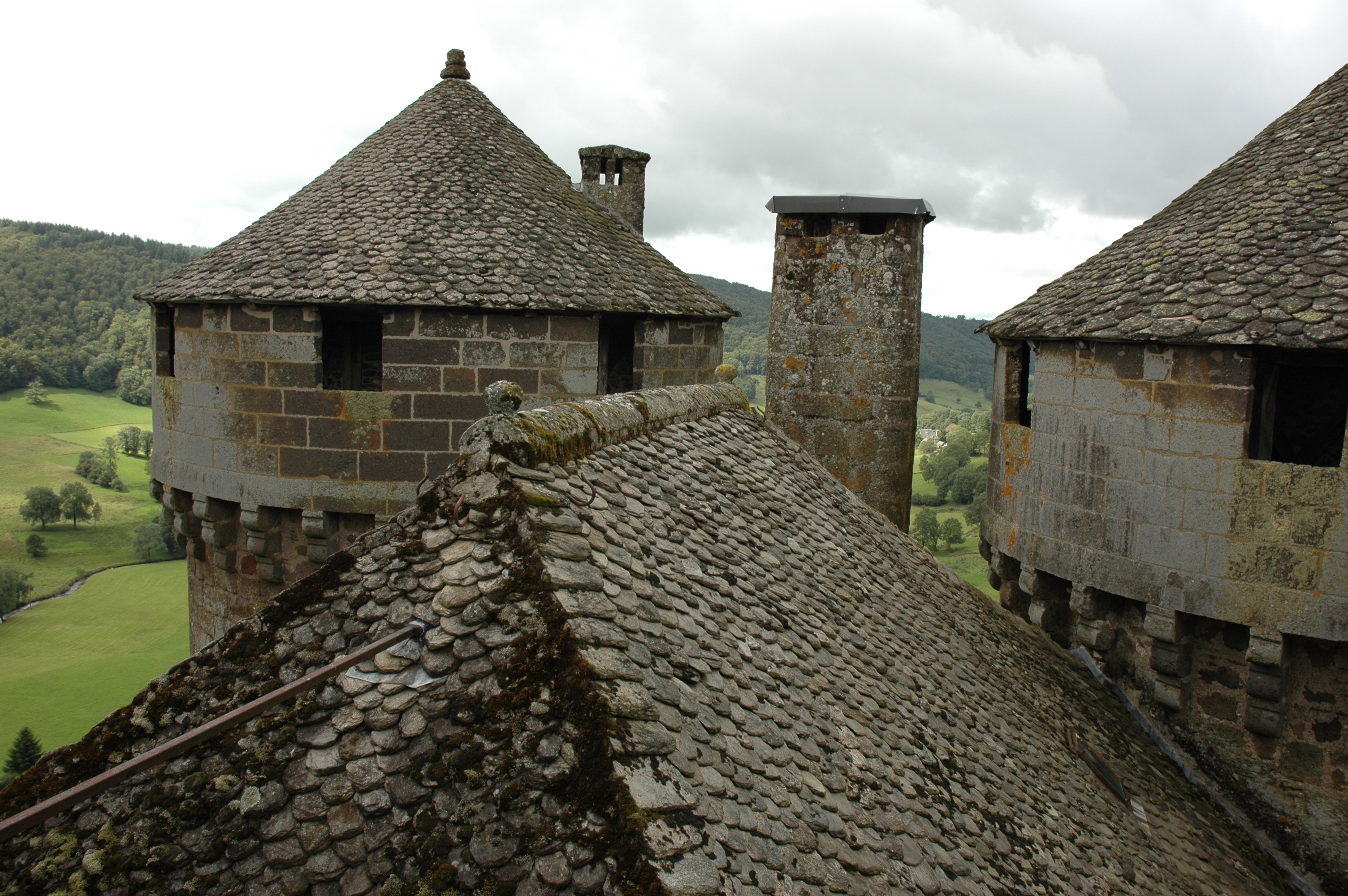
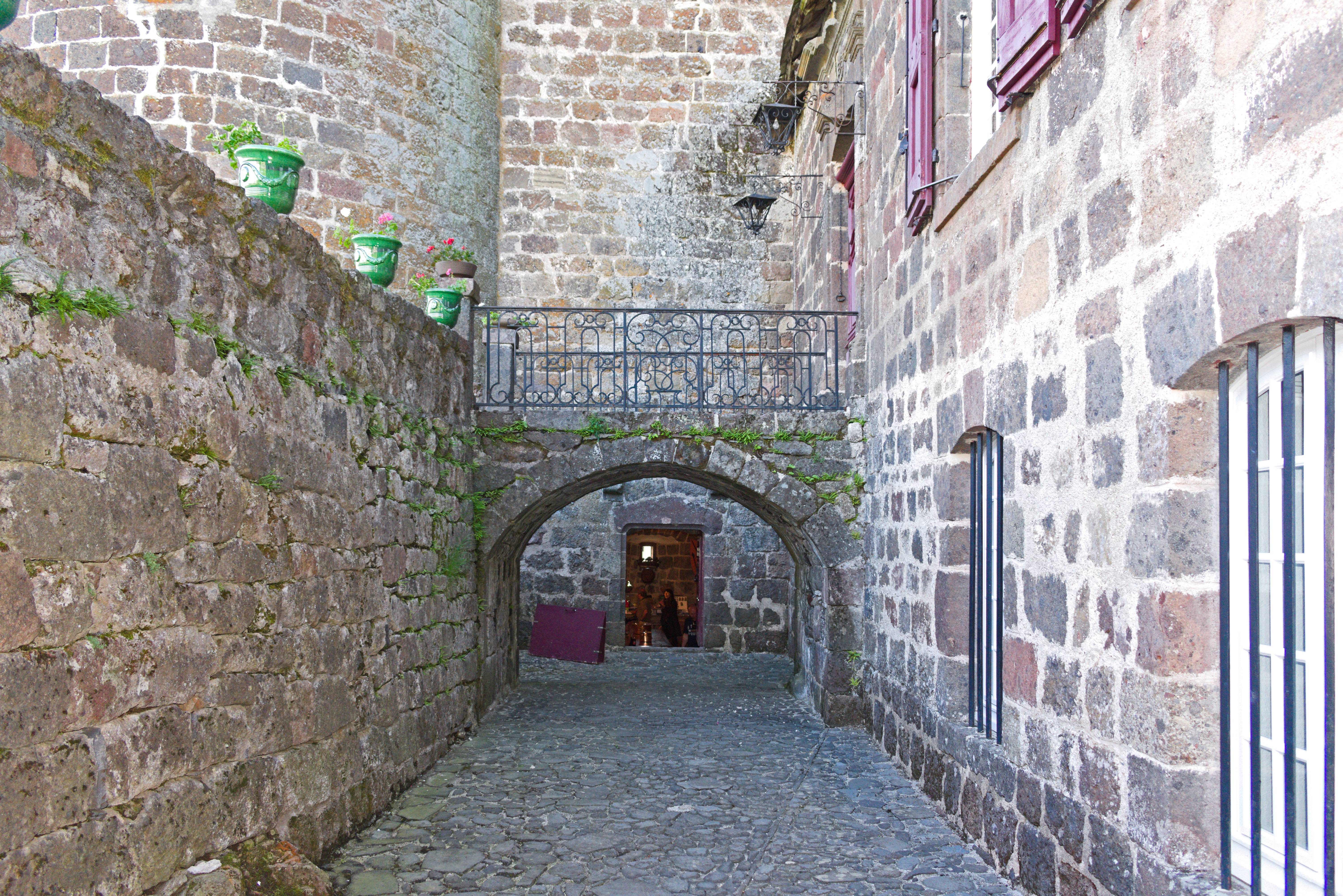